# Adefagia
Adefagia (gr. Ἀδηφαγία Adēphagía) – w mitologii greckiej bogini żarłoczności i łakomstwa oraz uosobienie przesadnej sytości.
Bóstwo, o którym brak bliższych wiadomości, wymienione jedynie przez dwóch autorów starożytnych. Zarówno Elian (Varia historia I, 27), jak i Atenajos (Deipnosophistae X, 416b) wzmiankują o świątyni na Sycylii, gdzie oddawano jej cześć obok Demeter Sito [Σιτώ] (łac. Ceres Sitos). Na tej podstawie wysunięto przypuszczenie, że mogła być hipostazą bogini Demeter, a także, iż czczono ją raczej jako bóstwo obfitości pożywienia, niż nadmiaru jedzenia.